# Аллорки, Иошуа
Иошуа бен-Иосиф ибн-Вивес Аллорки (al-Lorquí, то есть из города Лорка; XIV—XV века) — испанский раввин и врач, принявший христианство и окрещённый в Жеронимо де Санта Фе (лат. Hieronymus (Geronimo) de Santa Fé), и прославившийся своим участием в религиозном диспуте в Тортосе (1413—1414), состоявшемся по требованию антипапы Бенедикта XIII.
Также известен как Иосуа Алорка и Иошуа Лорки. За христианское рвение и агитацию, бывшие единоверцы называли его «megadef» (поноситель) от первоначальных букв его христианского имени Maestro Geronimo de Santa Fé. Его отождествляли с одноимённым человеком, жившим в его время в Альканьисе, автором известного письма к Павлу Бургосскому.

## Биография
Ибн-Вивес был крещён до того, как Винценте Феррер произносил свои проповеди в Лорке. Авторы ЕЭБЕ считают, что он не был раввином, но так утверждают испанские летописцы; в любом случае, он хорошо знал Талмуд и раввинскую письменность. Пользуясь Талмудом, он доказывал, что Мессия уже явился в лице Иисуса.
Был лечащим врачом папы Бенедикта XIII, который затеял диспут с учёными евреями в Тортосе. Аллорки, по просьбе Бенедикта XIII, написал две антииудейские статьи под заглавиями «Tractatus contra perfidiam Judaeorum» и «De judaeis erroribus ex Talmuth».

### Семья
Имел нескольких сыновей. Один из них, Педро (Pedro de Santa Fe), пользовался особым расположением королевы Марии. Другой состоял при губернаторе Арагонии и жил в Сарагосе; этот сын «тортосского апостола», как Де лос Риос называет Аллорки, участвовал в бунте против инквизитора Педро Арбуэса, был арестован вместе с другими марранами и, чтобы избегнуть ужасов публичного сожжения, совершил самоубийство в тюрьме. Его труп был сожжён публично в 1486 году. Другие члены семьи ибн-Вивес были сожжены как марраны в 1497 и 1499 годах.

## Сочинения
- «Tractatus contra perfidiam Judaeorum» (Трактат о еврейском вероломстве; 1412)
- «De judaeis erroribus ex Talmuth» (Об ошибках в Талмуде; 1412)

Оба трактата были опубликованы под названием «Hebraeomastix» (буквально «Кнутование (порка) евреев»; Цюрих, 1552; Франкфурт-на-М., 1602; Гамбург, без даты) и напечатаны в «Bibliotheca magna veterum patrum» (Лион, т. ХХVІ), переизданной в Кёльне, 1618; они были переведены на испанский язык под заглавием: «Azote de los Hebreos».
Ответы на эти статьи Аллорки написали дон Видаль Бенвенисте под заглавием «Kodesch ha-Kodaschim» и Иcaaк Натан бен-Калонимос в «Tochachat Mateh».